# Bankgaranti
En bankgaranti, som bank ställer ut, är en form av borgen.
Banken kan till exempel lämna hyresgaranti, fullgörandegaranti, betalningsgaranti eller entreprenadgaranti. Garantin innebär inte att banken träder in och fullgör åtagandet utan att banken ersätter den till vilken garantin ställts med visst belopp.